# 阿特尔伯勒 (马萨诸塞州)
阿特尔伯勒（Attleboro）是美国马萨诸塞州布里斯托县的一个城市。它曾因其众多珠宝制造商而被誉为“世界珠宝之都”。根据2020年美国人口普查，阿特尔伯勒的人口为46461人。
阿特尔伯勒位于汤顿以西约10英里（16公里），普罗维登斯以北10英里，福尔里弗西北18英里（29公里），波士顿以南39英里（63公里）。

## 地理
阿特尔伯勒位于41°55′54″N 71°17′40″W / 41.931653°N 71.294503°W，总面积为27.772平方英里（71.93平方公里），其中26.779平方英里（69.356平方公里）为陆地，0.994平方英里（2.574平方公里）或3.59%为水域。 它的边界形成一个不规则多边形，类似于一个向西的截角三角形。